# Elaeagnus liukiuensis
Elaeagnus liukiuensis — вид квіткових рослин з родини маслинкових (Elaeagnaceae). Поширення: південно-східний Японія (Нансей-шото).